# Balladyna (imię)
Balladyna – imię żeńskie pochodzenia literackiego, imię tytułowej bohaterki dramatu romantycznego Juliusza Słowackiego Balladyna.
Balladyna imieniny obchodzi 30 kwietnia, 28 maja. 
Obecnie imię to nosi 16 osób.